# Kardinalska imenovanja pape Pavla III.
Papa Pavao III. za vrijeme svoga pontifikata (1534. – 1549.) održao je 12 konzistorija na kojima je imenovao ukupno 71 kardinala.

## Konzistorij 18. prosinca 1534. (I.)
1. Alessandro Farnese, mlađi, unuk Njegove Svetosti, izabrani biskup Parme
2. Guido Ascanio Sforza di Santa Fiora, unuk Njegove Svetosti, izabrani biskup Montefiasconea

## Konzistorij 21. svibnja 1535. (II.)
1. Nikolaus von Schönberg, O.P., kapuanski nadbiskup
2. Girolamo Ghinucci, vorcesterski biskup, Engleska
3. Giacomo Simoneta, pezarski biskup
4. John Fisher, ročesterski biskup, Engleska
5. Jean du Bellay, pariški biskup, Francuska
6. Gasparo Contarini, venecijanski plemić
7. Marino Ascanio Caracciolo, katanijski biskup, Sicilija

## Konzistorij 22. prosinca 1536. (III.)
1. Gian Pietro Carafa, nadbiskup Chietija[a]
2. Giovanni Maria Ciocchi del Monte, manfredonijski nadbiskup[b]
3. Ennio Filonardi, verolijski biskup, prefekt Anđeoske tvrđave, Rim
4. Jacopo Sadoleto, karpetraski biskupe, Francuska
5. Cristoforo Giacobazzi, kasanski biskup, bilježnik Njegove Svetosti, saslušatelj Svete Rimske rote
6. Charles de Hémard de Denonville, makonski biskup, Francuska
7. Rodolfo Pio, biskup Faenze
8. Reginald Pole, apostolski protonotar
9. Rodrigo Luis de Borja y de Castre-Pinós, prapraunuk pape Aleksandra VI., rimski klerik
10. Girolamo Aleandro, nadbiskup Brindisija i Orije[c]
11. Niccolo Cctani, apostolski protonotar[d]

## Konzistorij 18. listopada 1538. (IV.)
1. Pedro Sarmiento, nadbiskup Compostele, Španjolska

## Konzistorij 20. prosinca 1538. (V.)
1. Juan Álvarez de Toledo, O.P., burgoski biskup
2. Pedro Fernández Manrique, kordobski biskup, Španjolska
3. Robert de Lénoncourt, šalonski biskup, Francuska
4. David Beaton, biskup Mirepoixa, Francuska, veleposlanik Njegove Svetosti u Francuskoj
5. Ippolito II. d'Este, milanski izabrani nadbiskup[e]
6. Pietro Bembo, O.S.Io.Hieros., venecijanski senator[f]

## Konzistorij 19. prosinca 1539. (VI.)
1. Federico Fregóso, nadbiskup Salerna
2. Pierre de La Baume, ženevski biskup
3. Antoine Sanguin de Meudon, orleanski biskup
4. Uberto Gambara, tortonski biskup
5. Pierpaolo Parisio, saslušatelj Apostolske komore, nuskonski biskup
6. Marcello Cervini, nikastrijski biskup[g]
7. Bartolomeo Guidiccioni, teramski biskup
8. Ascanio Parisani, biskup Riminija
9. Dionisio Laurerio, O.S.M., generalni superior svoga reda
10. Enrique de Borja y Aragón, praunuk pape Aleksandra VI., izabrani biskup Squillace
11. Giacomo Savelli, apostolski protonotar
12. Miguel da Silva, biskup Viseua, Portugal[h]

## Konzistorij 2. lipnja 1542. (VII.)
1. Giovanni Girolamo Morone, modenski biskup
2. Marcello Crescenzi, marsikanski biskup
3. Giovanni Vincenzo Acquaviva d'Aragona, prefekt Anđeoske tvrđave, melfijski biskup
4. Pomponio Cecci, sutrijski i nepijski biskup
5. Roberto Pucci, biskup Pistoije
6. Tommaso Badia, O.P., meštar Svete palače
7. Gregorio Cortese, O.S.B., opat
8. Cristoforo Madruzzo, tridentski knez-biskup[i]

## Konzistorij 19. prosinca 1544. (VIII.)
1. Gaspar de Ávalos de la Cueva, nadbiskup Compostele
2. Francisco Mendoza de Bobadilla, korijski biskup, Španjolska
3. Bartolomé de la Cueva y Toledo, segovijski klerik, Španjolska
4. Georges d'Armagnac, rodeski biskup, veleposlanik francuskoga kralja u Rimu
5. Jacques d'Annebaut, biskup Lisieuxa, Francuska
6. Otto Truchsess von Waldburg, augsburški biskup, Bavarska
7. Andrea Cornaro, izabrani biskup Brescije
8. Francesco Sfondrati, amalfijski nadbiskup
9. Federico Cesi, todijski biskup
10. Durante Duranti, kasanski biskup
11. Niccolo Ardinghelli, fosombronski biskup
12. Girolamo Recanati Capodiferro, izabrani biskup Saint-Jean de Mauriennea
13. Tiberio Crispi, izabrani biskup Sessa Aurunce

## Konzistorij 16. prosinca 1545. (IX.)
1. Pedro Pacheco de Villena, jeanski nadbiskup
2. Georges II d'Amboise, ruanski nadbiskup, Francuska
3. Henrik Portugalski, evorski nadbiskup, Portugal
4. Ranuccio Farnese, O. S. Io. Hieros., upravitelj napuljske nadbiskupije

## Konzistorij 27. srpnja 1547. (X.)
1. Charles I. de Guise de Lorraine, remski nadbiskup, Francuska
2. Giulio della Rovere, urbinski klerik[j]

## Konzistorij 9. siječnja 1548. (XI.)
1. Charles II. de Bourbon-Vendôme, izabrani biskup Saintesa, Francuska

## Konzistorij 8. travnja 1549. (XII.)
1. Girolamo Verallo, rosanski nadbiskup
2. Giovanni Angelo de' Medici, vice-legat u Perugiji, nadbiskup Raguse[k]
3. Filiberto Ferrero, ivreanski nadbiskup
4. Bernardino Maffei, izabrani biskup Massa Maritime